# Niethammeriodes
Niethammeriodes is een geslacht van vlinders van de familie snuitmotten (Pyralidae).

## Soorten
- N. diremptella (Ragonot, 1887)
- N. ustella (Ragonot, 1887)